# Ozarba leptocyma
Ozarba leptocyma là một loài bướm đêm trong họ Noctuidae.